# Seznam budov v Celetné ulici
Ulice Celetná, jedna z nejvýznamnějších pražských ulic a zároveň první úsek Královské cesty, obsahuje celkem 39 budov. Pocházejí z různých období a slouží k různým účelům a často jsou také zapsány v katalogu Národního památkového ústavu.

## Seznam
| Strana  | Budova                                                             | Další jména                                                                                         | Obrázek | Číslo popisné |
| ------- | ------------------------------------------------------------------ | --------------------------------------------------------------------------------------------------- | ------- | ------------- |
| severní | dům U Bílého jednorožce                                            | Pelechovský, Trčkovský                                                                              |         | 603           |
| severní | dům U Tří králů                                                    | Pikhartovský, U Tří královen                                                                        |         | 602           |
| severní | Týnská fara                                                        | |         | 601           |
| severní | dům U Hřebene                                                      | |         | 600           |
| severní | dům U Zlatého jelena (na fotce z druhé strany, z ulice Štupartská) | |         | 599           |
| severní | dům U Českého lva                                                  | U Zlatého jelena                                                                                    |         | 598           |
| severní | Millesimovský palác                                                | Caretto-Millesimovský, Cavrianovský, Cavriani                                                       |         | 597           |
| severní | obchodní dům Baťa                                                  | |         | 596           |
| severní | Menhartovský palác                                                 | Menhartský palác, dům U Koz, Šrámkův dům                                                            |         | 595           |
| severní | dům U Svatého Václava                                              | U Zlatého Václava                                                                                   |         | 594           |
| severní | dům U Červeného orla (viz Seznam domů U Červeného orla)            | U Jelena v kotli                                                                                    |         | 593           |
| severní | dům U Šalamouna                                                    | U Schönpflugů, U Schönfluků                                                                         |         | 592           |
| severní | dům U Čtyř (kamenných) sloupů                                      | U Maňasů, U Juristů                                                                                 |         | 590           |
| severní | dům V Templu                                                       | |         | 589           |
| severní | dům U Zlatého anděla                                               | |         | 588           |
| severní | Seebergrovský palác                                                | palác Pachtů z Rájova                                                                               |         | 585           |
| severní | Nájemní dům U Prašné brány 1,3                                     | |         | 1078          |
| severní | Obecní dům                                                         | Obecní dům Král. hl. města Prahy, Obecní dům u Prašné brány, Reprezentační dům hlavního města Prahy |         | 1090          |
| -       | Prašná brána                                                       | |         | nemá          |
| jižní   | Česká eskomptní banka                                              | |         | 969           |
| jižní   | Palác Broadway                                                     | |         | 988           |
| jižní   | palác Pachtů z Rájova                                              | Pachtovský palác, Langerovský palác, Seebergovský palác, Nová mincovna                              |         | 587           |
| jižní   | dům U Černé Matky Boží                                             | |         | 569           |
| jižní   | dům U Zlatého lva (viz Seznam domů U Zlatého lva)                  | |         | 568           |
| jižní   | dům U České orlice                                                 | Bubnovský dům                                                                                       |         | 567           |
| jižní   | dům U Bílého krocana                                               | U Bílého indiána                                                                                    |         | 566           |
| jižní   | Elsnicovský dům                                                    | |         | 565           |
| jižní   | Forbergrovský dům                                                  | U Funků                                                                                             |         | 564           |
| jižní   | dům U Zlatého supa                                                 | U Kamplířů                                                                                          |         | 563           |
| jižní   | Karolinum                                                          | Buquoyský palác, Buquoyský dům                                                                      |         | 562           |
| jižní   | Karolinum                                                          | U Vrše a U Zlatého noha (dva později sjednocené domy)                                               |         | 561           |
| jižní   | Karolinum                                                          | dům U Nožičků                                                                                       |         | 560           |
| jižní   | Karolinum                                                          | Bubnovský dům, Opitzův dům                                                                          |         | 559           |
| jižní   | palác Hrzánů z Harasova                                            | Hrzánský palác                                                                                      |         | 558           |
| jižní   | dům U Bílého páva                                                  | |         | 557           |
| jižní   | dům U Černého slunce                                               | |         | 556           |
| jižní   | dům U Bílého lva                                                   | |         | 555           |
| jižní   | dům U Tří mečů                                                     | U Srpů                                                                                              |         | 554           |
| jižní   | Sixtův dům                                                         | |         | 553           |